# Stiftelsen framtidens kultur
Stiftelsen framtidens kultur var en svensk stiftelse baserad i Uppsala, bildad 1994 av den Svenska staten i syfte att "främja ett vitalt kulturliv" genom att ge bidrag till "konstnärligt och kulturellt nyskapande projekt [...] med högt ställda kvalitetskrav". Stiftelsen disponerade medel från de upplösta löntagarfonderna.
Stiftelsens bidragsgivning upphörde med utdelningsbeslut den 30 november 2010 om omkring sju miljoner kronor!, och verksamheten avslutades 2011.